# Equilibri de líquids
|  | No s'ha de confondre amb Balanç hídric o Balanç d'aigua. |

El equilibri de líquids és un aspecte de l'homeòstasi dels organismes en què la quantitat d'aigua a l'organisme s'ha de controlar, mitjançant l'osmoregulació i el comportament, tal que les concentracions d'electròlits (sals en solució) en els diferents líquids corporals es mantenen dins d'intervals saludables. El principi bàsic de l'equilibri de líquids és que la quantitat d'aigua perduda del cos ha de ser igual a la quantitat d'aigua absorbida; per exemple, en humans, la sortida (mitjançant respiració, suor, orinar, defecació i expectoració) ha de ser igual a l'entrada (mitjançant menjar i beure, o per administració parenteral). L'euvolèmia és l'estat del volum normal del líquid corporal, que inclou el volum sanguini, el volum del líquid intersticial i el volum del líquid intracel·lular; La hipovolèmia i la hipervolèmia són desequilibris. L'aigua és necessària per a tota la vida a la Terra. Els humans poden sobreviure de 4 a 6 setmanes sense menjar però només uns quants dies sense aigua.
La sudoració abundant pot augmentar la necessitat de reposició d'electròlits. El trastorn hidroelectrolític produeix mal de cap i fatiga si és lleu; malaltia si és moderada, i de vegades fins i tot mort si és greu. Per exemple, la hiperhidratació (que provoca una hiponatrèmia) per prendre massa aigua i massa ràpidament, pot ser fatal. Els dèficits d'aigua corporal produeixen contracció del volum i deshidratació. La diarrea és una amenaça tant per al volum de l'aigua corporal com per als nivells d'electròlits, per això les malalties que causen diarrea són grans amenaces per a l'equilibri de líquids.